# Triple Junction

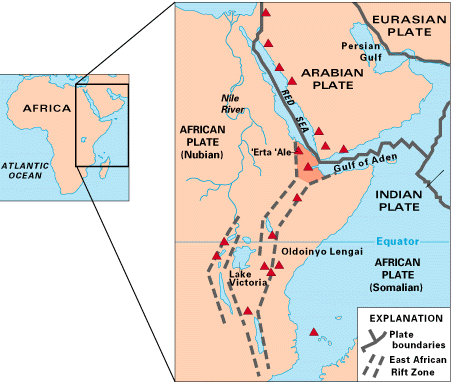
In Ostafrika treffen der Ostafrikanische Graben, das Rote Meer und der Golf von Aden als Tripelpunkt aufeinander

Als Triple Junction (dt.: Tripelpunkt; veraltet auch Drillingsstruktur oder Dreibruchstruktur) bezeichnet man in der Geologie einen Punkt, an dem die Grenzen dreier tektonischer Platten zusammentreffen.

## Typen
In der Plattentektonik unterscheidet man:
- divergente Plattengrenzen, an denen die Platten auseinander streben; abgekürzt R (von englisch ridge)
- konvergente Plattengrenzen, an denen sie zusammenstoßen; abgekürzt T (von engl. trench)
- konservative Plattengrenzen, an denen sich die Lithosphärenplatten horizontal aneinander vorbeischieben; abgekürzt F (von engl. transform-fault).

Dementsprechend vielfältig sind die Kombinationen der Typen von Plattengrenzen an den Triple Junctions: Je nach Charakter der sich treffenden Plattengrenzen werden Triple Junctions mit einer Kombination von drei Buchstaben näher bestimmt, z. B. RRR-Tripelpunkt, TTT-Tripelpunkt oder RTF-Tripelpunkt.
An divergenten Plattenrändern bilden sich Mittelozeanische Rücken (MOR). Längs dieser Rücken und Schwellen verlaufen Grabenbrüche, an denen durch vulkanische Tätigkeit neue Erdkruste gebildet wird.
Das Konzept der Triple Junction wurde ursprünglich anhand dreier solcher auseinanderdriftender Platten von W. Jason Morgan, Dan McKenzie und Tanya Atwater entwickelt. Angetrieben durch Konvektionsströmungen steigt heißes Mantelmaterial auf und trennt die Lithosphärenplatten voneinander. Wenn drei Mittelozeanische Rücken von einer Triple Junction ausgehen (Typ ridge-ridge-ridge), haben sie im Idealfall zueinander gleiche Winkel von je 120°. Eine solche Konstellation zeigt sich z. B. an der Galapagos-Triple-Junction, wo drei ozeanische Platten auseinanderdriften, nämlich die Pazifische Platte, die Cocosplatte und die Nazca-Platte.
Im Falle des Auseinanderbrechens einer Kontinentalplatte bildet sich anfangs ebenfalls eine Triple Junction, von der sich ein Ast jedoch später nicht weiter entwickelt und in einem Aulakogen endet. In den anderen beiden Grabenbrüchen bildet sich schließlich der Ozeanboden, der die beiden neuen Kontinente trennt. Die Öffnung des Atlantischen Ozeans zwischen Südamerika und Afrika begann mit einer Triple Junction im heutigen Golf von Guinea. Der Grabenbruch, der sich nicht weiter entwickelte, bildet heute das Nigerdelta und setzt sich entlang den zum Teil erloschenen Vulkanen in Kamerun fort (Kamerunlinie). 
Auch im Afar-Dreieck in Ostafrika stoßen drei Grabenbrüche aneinander. Ein Ast bildet heute das Rote Meer, ein zweiter verläuft nach Nordosten zum Golf von Aden, beide trennen die Arabische Platte von der Afrikanischen Platte. Der dritte Ast bildet den Ostafrikanischen Graben, der sich aber nicht mehr so schnell weiter entwickelt und in einem Aulakogen enden kann.